# ペチギ
ペチギ（朝鮮語: 배치기, Baechigi）は、1999年に結成された大韓民国のヒップホップグループである。
4年間のアンダーグラウンドを経て、2005年にデビュー。

## メンバー
タク（탁）
- 本名:イ・ギチョル（朝鮮語: 이기철）
- 生年月日:1983年9月10日
- 別名:TakTak36
- 趣味:音楽鑑賞、読書、作詞、映画鑑賞

ムウン（무웅）
- 本名:チョン・ムウン（朝鮮語: 정무웅）
- 生年月日:1983年4月6日
- 別名:Zenio7、ムン（뭉）
- 趣味:スポーツ

## ディスコグラフィ
- 第1集　Giant(2005年)
- 第2集　馬耳東風(2006年)
- 第3集　Out Of Control(2008年)
- デジタルシングル　367日(2009年)
- ミニアルバム　2匹(2012年)
- ミニアルバム　4 part 2(2013年)
- デジタルシングル　浮かれていたんだ(2014年)
- デジタルシングル　少年Jump(2014年)
- デジタルシングル　噩夢(2014年)
- ミニアルバム 　甲中甲(2015年)
- デジタルシングル　別れの品格(2015年)

## エピソード
- 当初メンバーは4人であった。
- グループ名の他にムウンとタク、二人のアーティスト名を合わせて「ムンタク（뭉탁 ）」と呼ぶ場合がある。
- デビュー前からMC Sniperのアルバムのフィーチャリング等に参加している。
- デビューアルバムGiantをプロデュースしたのはMC Sniperであり、PVにも出演している。

## カラオケで歌える曲
DAM
- 嬉しいです 2035-68
- 馬耳東風 7249-62

ジョイサウンド
- 嬉しいです 84547
- 馬耳東風 84963
- No.3 85358
- 気になる時々 144115
- 佳人 144208